# Xavier Blond
Xavier Blond (Grenoble, 18 de junio de 1965) es un deportista francés que compitió en biatlón. Ganó dos medallas en el Campeonato Mundial de Biatlón, plata en 1990 y bronce en 1993.

## Palmarés internacional
| Campeonato Mundial | Campeonato Mundial  | Campeonato Mundial | Campeonato Mundial |
| Año                | Lugar               | Medalla            | Prueba             |
| ------------------ | ------------------- | ------------------ | ------------------ |
| 1990               | Minsk (URSS)        | Medalla de plata   | Relevos            |
| 1993               | Borovets (Bulgaria) | Medalla de bronce  | Equipo             |